# 天明大噴火
天明大噴火（てんめいだいふんか）とは、江戸時代の1783年8月5日（天明3年7月8日）に発生した浅間山の大噴火である。浅間山史上最も著名な噴火であり、天明の浅間焼け（てんめいのあさまやけ）とも呼ばれる。

## 概要

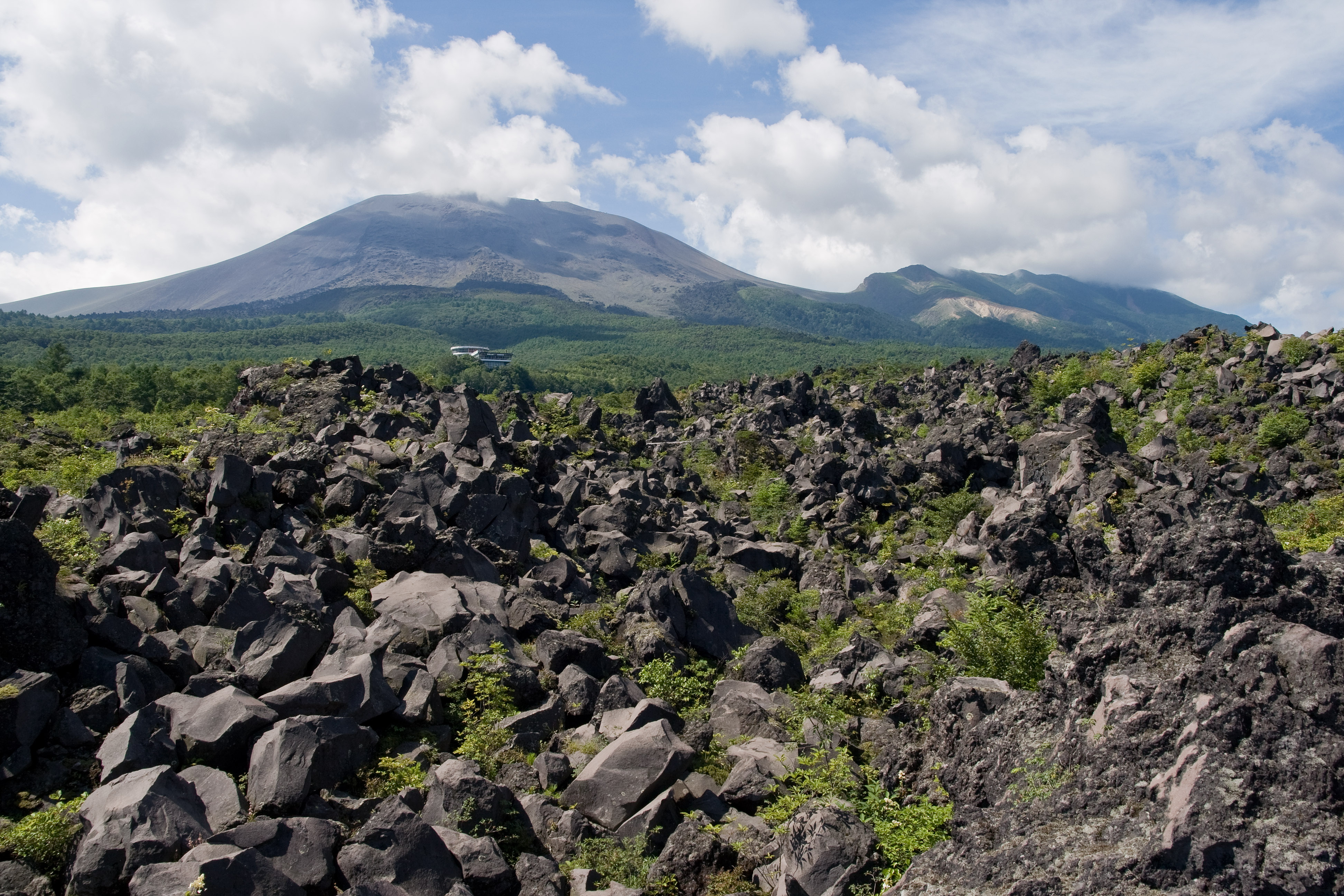
天明大噴火により浅間山の北側に形成された鬼押出し溶岩

現在の群馬・長野県境に位置する浅間山（標高2,568m）は日本を代表する活火山であり、過去に何度も噴火を起こしている。記録に残る最古の浅間山噴火は、日本書紀に記された685年の噴火である。その後1108年に「天仁噴火」と呼ばれるかなり大規模な噴火があったと伝わる。1783年に発生した天明の浅間山噴火は、歴史に残る他のどの浅間山噴火よりも激甚な災害をもたらしたため、詳細な記録が古文書や絵図などで豊富かつ多様に残されている。比較的新しい時代に起きた大噴火であったため噴出物の保存もよい。
天明大噴火は、天明3年4月9日（1783年5月9日）から始まり、7月7日（8月4日）夜〜翌朝頃に最盛期を迎え、結果的に約90日間続いた。大規模なマグマ噴火であり、山体崩壊や二次爆発などが発生した。噴出物総量は4.5×108m3、マグマ噴出量は0.51 DRE km3、火山爆発指数はVEI4、噴火マグニチュードは5.1であった。
この噴火は前掛山山頂火口（釜山火口）から発生し、主として北側の山麓（現在の群馬県嬬恋村や長野原町など）を中心に大被害を出した。特に鎌原村（現・嬬恋村大字鎌原地域）は、この時の火砕流や土石なだれでほぼ壊滅したことで知られ、村の人口の約8割にあたる477人が死亡した。現在浅間山の北側にある溶岩地形・鬼押出しは、この時に形成されたものである。

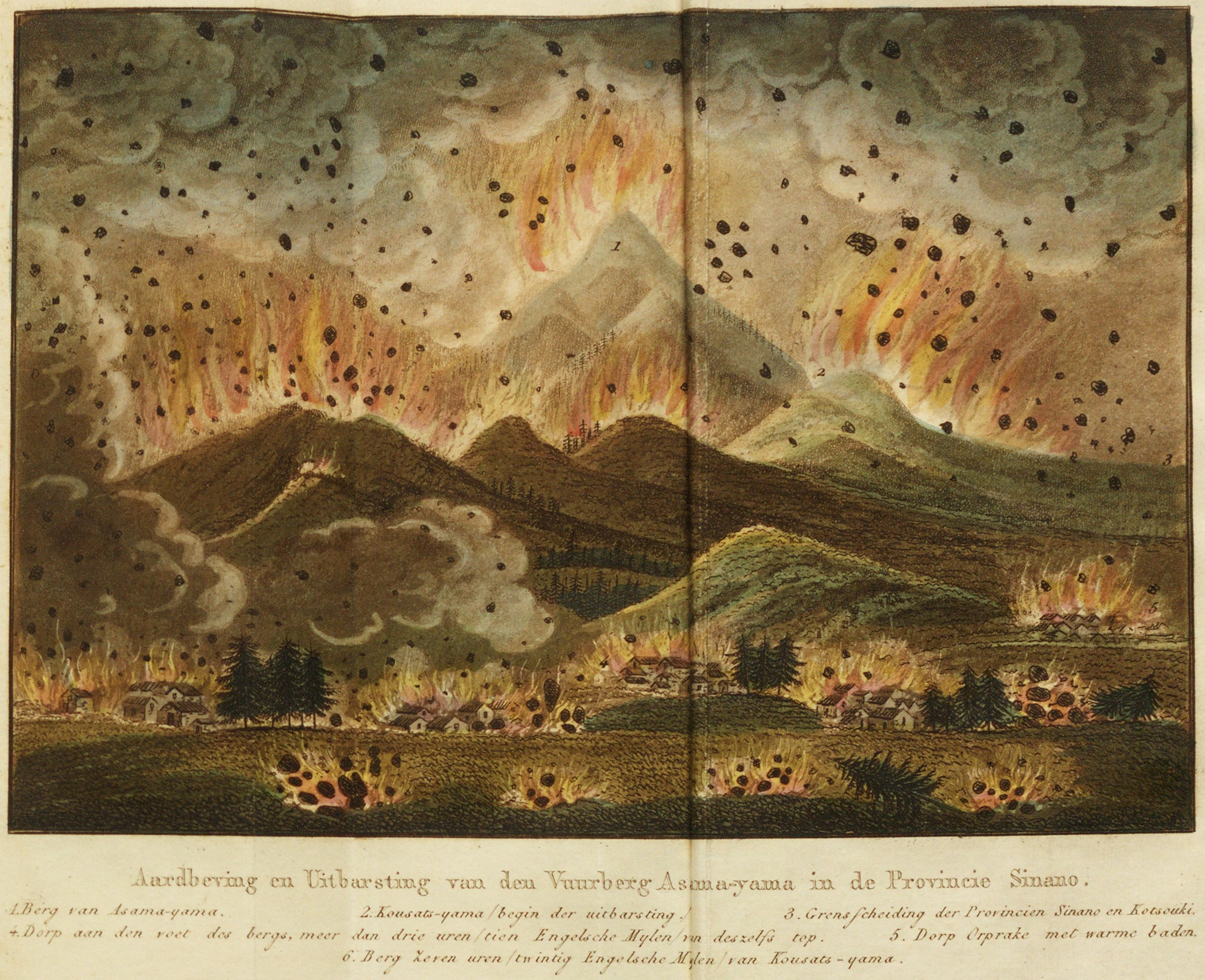
天明浅間山噴火を描いた絵図は、オランダ商館長のイサーク・ティチングによって『将軍列伝』(1820) の挿絵としてヨーロッパにも紹介された。

この時の噴煙は成層圏にまで達し、関東一円に大量の軽石や火山灰が降り注いだ。関東平野一帯は、この噴火による火砕流や岩屑なだれ、大泥流や洪水などにより、極めて甚大な被害を受けた。特に、吾妻川や利根川を流下して太平洋や江戸湾にまで到達するほどの大規模火山泥流の発生は、災害を極めて激甚なものとした。また、火山灰が直射日光の照射を妨げて既に始まっていた天候不順を加速させたことから、天明の大飢饉の原因の1つになったとされる（後述）。
この年はアイスランドのラキ火山などでも巨大噴火が起こり、浅間山噴火とあいまって大量の火山灰が北半球を覆ったため、世界的な低温・凶作が起こり、天明飢饉だけでなくフランス革命の遠因にもなったと考えられている。

### ギャラリー

天明の噴火、図面 1
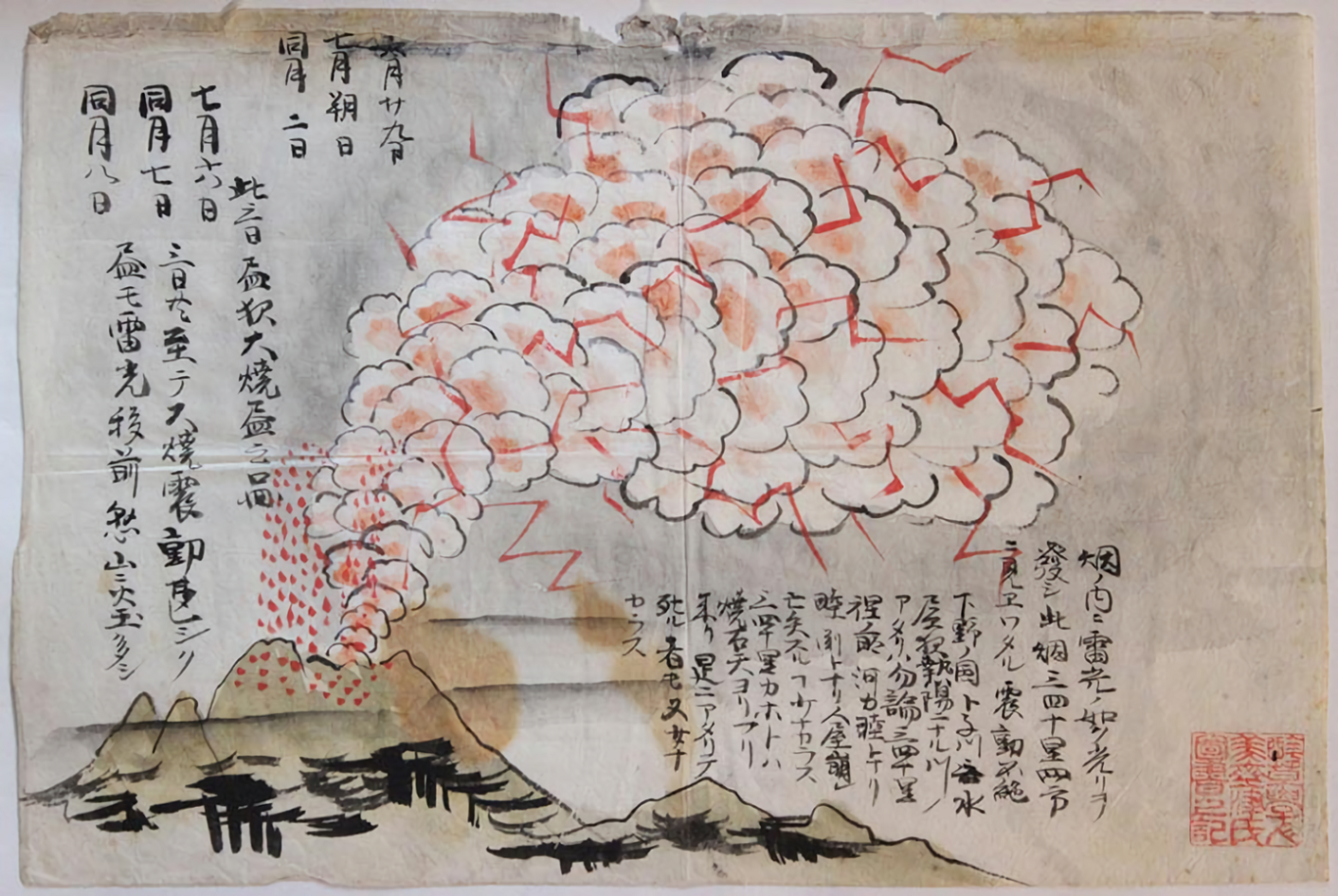
天明の噴火、図面 2
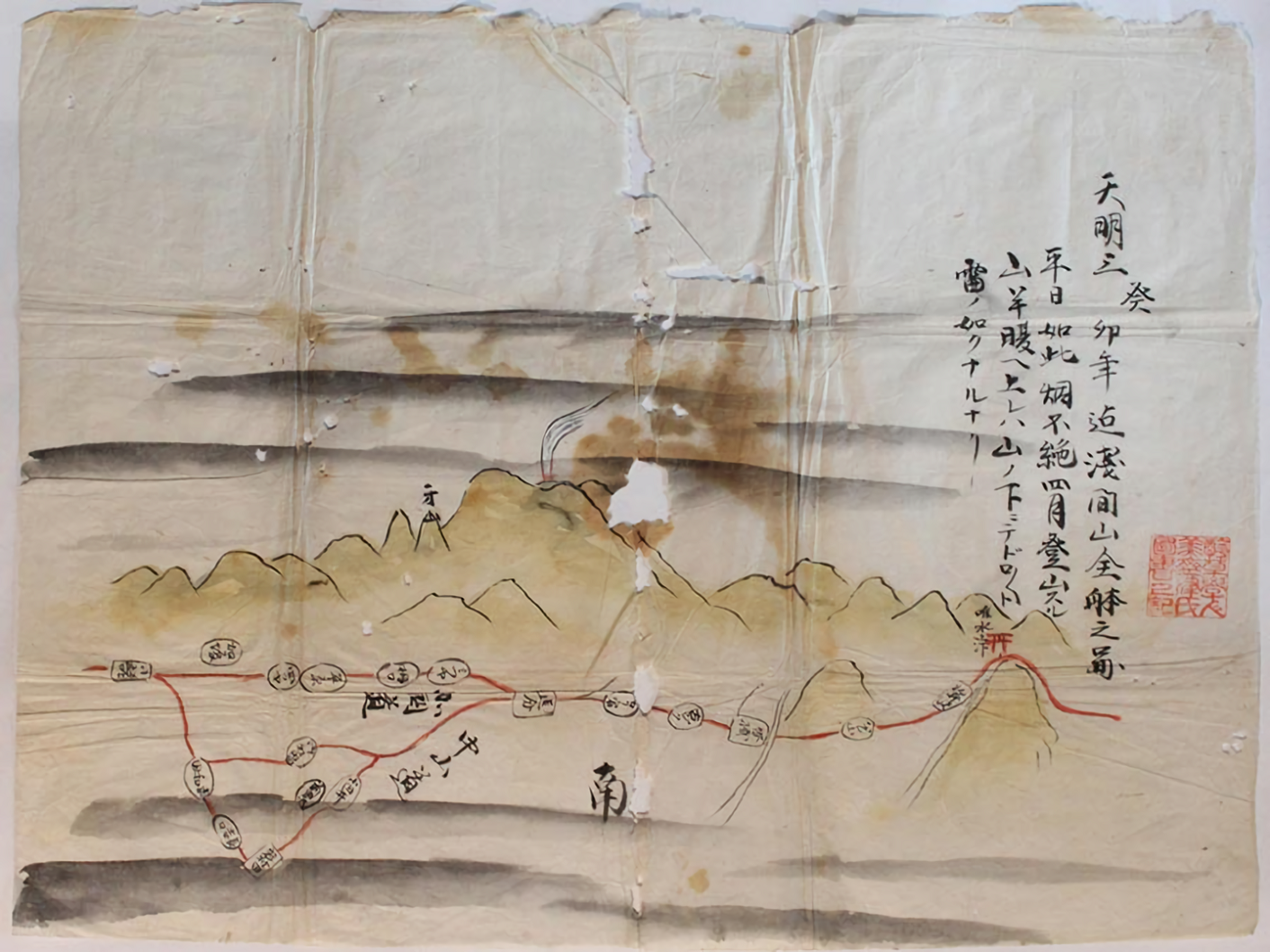
天明の噴火、図面 3
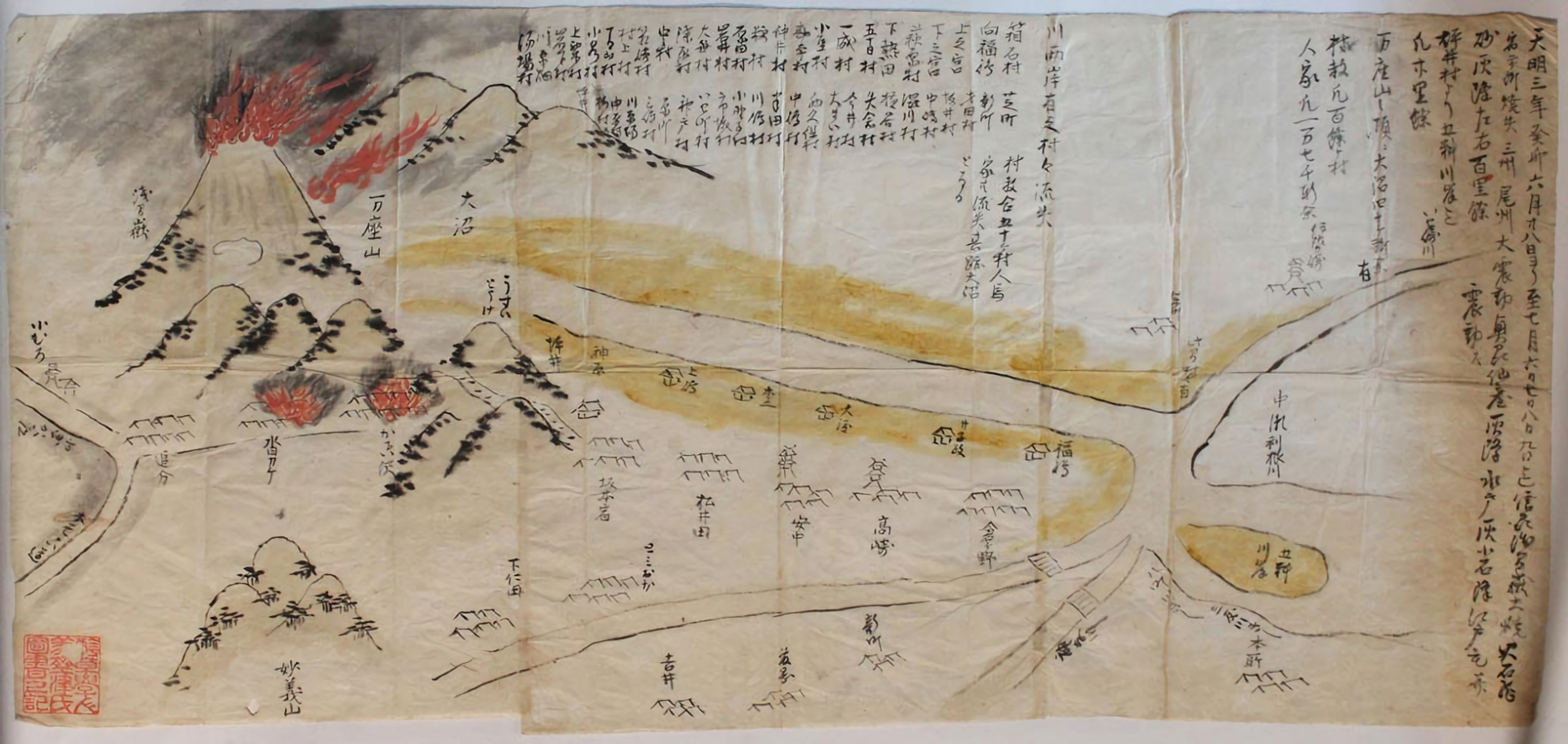
天明の噴火、図面 4
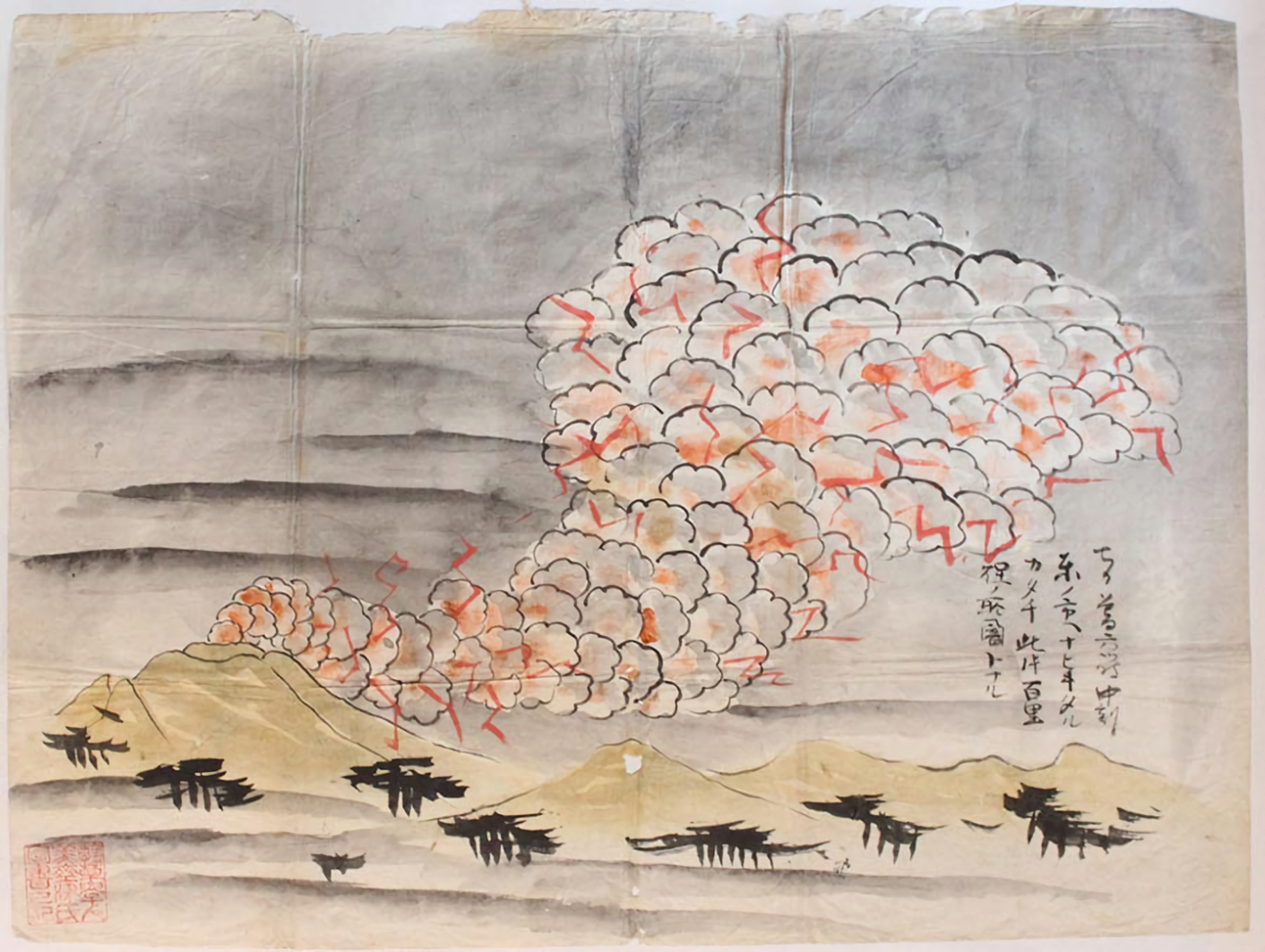
天明の噴火、図面 5
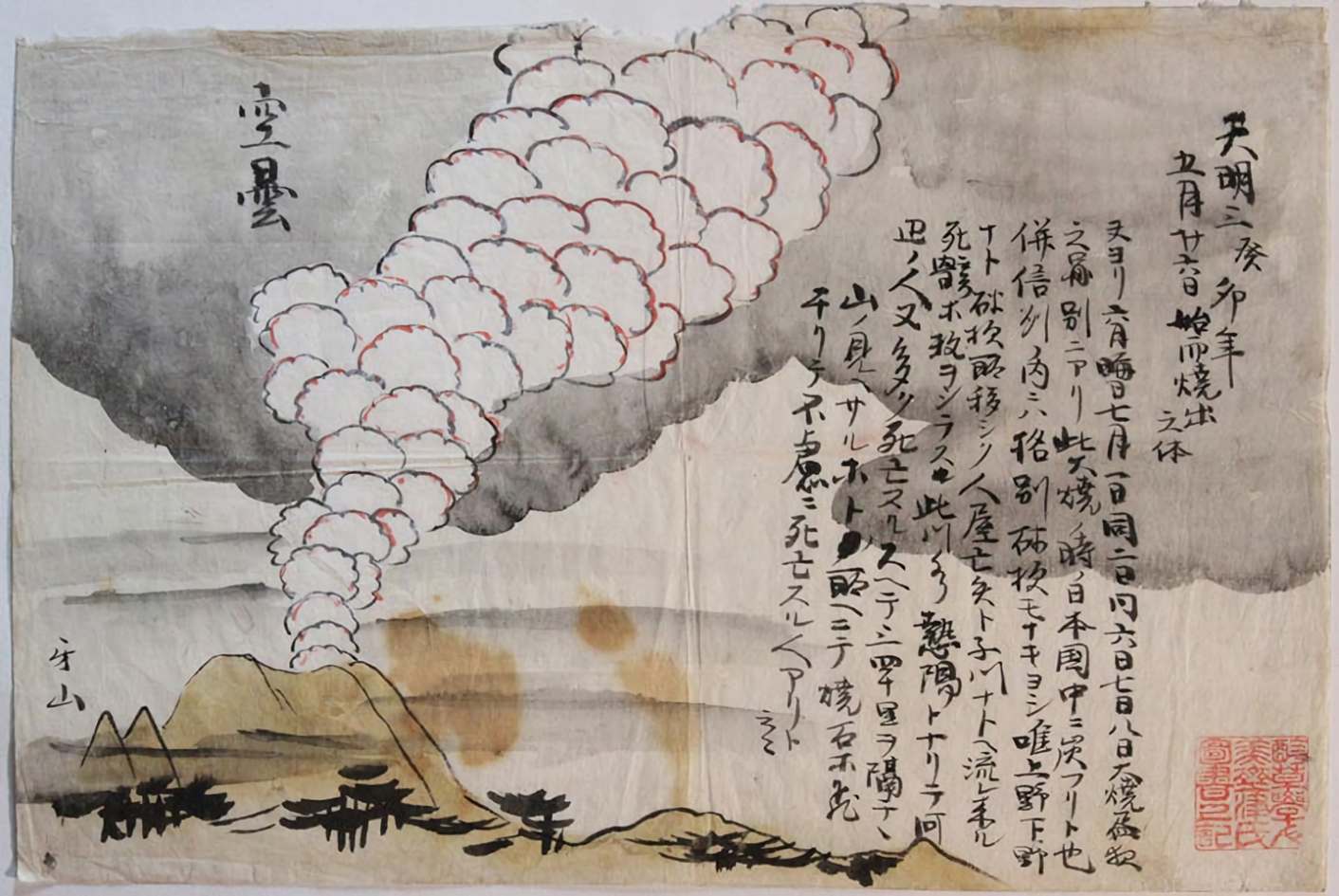
天明の噴火、図面 6

## 噴火の経過
最初に鳴動が記録されたのは天明3年4月9日（旧暦）のことであった。その後5月26日、6月27日と、1か月ごとに噴火と小康状態を繰り返しながら活動を続けていた。6月28日頃からは噴火や爆発を毎日繰り返すようになっていた。日を追うごとに間隔が短くなると共に激しさも増し、遠地の江戸や銚子などでも戸障子が振動したり降灰が見られたりするようになった。 
7月7日（新暦8月4日）の夕方から翌日未明にかけて、噴火はクライマックスに達した。北北東および北北西方向（浅間山から北方向に向かってV字型）に吾妻火砕流が発生し、最大10km流れ下って森林を破壊した。関東の各地は、降り注ぐ火山灰により昼でも暗闇となった。この頃噴煙柱は高度約1万8,000mに達していたという。この日の夕方、軽井沢では軽石の直撃で1人ないし2人が死亡した。 

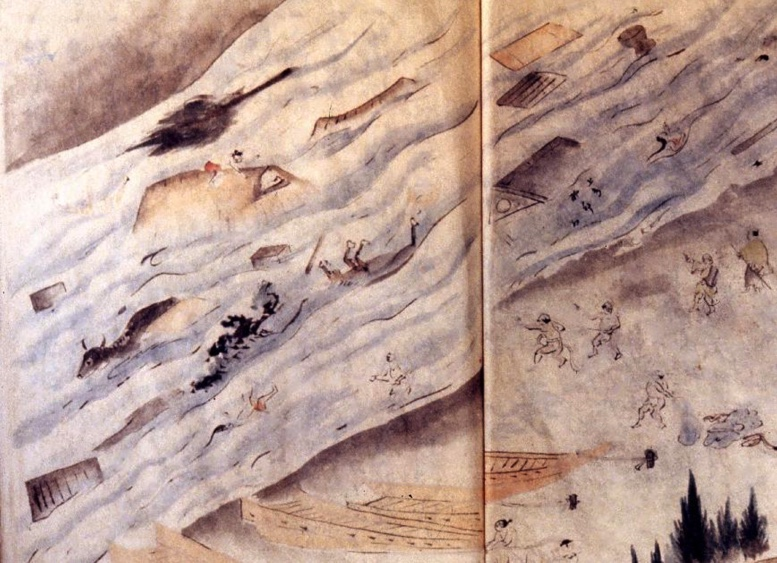
幸手宿における利根川大洪水の様子
(浅間山焼昇之記)

そして翌7月8日（新暦8月5日）の午前10時頃（巳の刻）に大爆発が発生し、大爆発音は遠く京都や中国・四国などでも聞こえたと伝わる。約3か月続いた活動によって山腹に堆積していた大量の噴出物が、爆発・噴火の震動に耐えきれずに崩壊。これらが大規模な土石雪崩となって北側へ高速で押し寄せた。これがいわゆる鎌原火砕流・岩屑なだれ（あるいは鎌原土石なだれ）である。高速化した巨大な流れは、山麓の大地をえぐり取りながら流下。鎌原村を壊滅させた後、吾妻川に流れ込んで天明泥流と呼ばれる大規模泥流となり、吾妻川沿いの村々を田畑や家屋ごと飲み込みながら流れ下り、渋川で本流となる利根川へと入り込んだ。このため、吾妻川・利根川の流域を中心に各地に大洪水を引き起こした。増水した利根川は押し流したもの全てを下流に運び、当時の利根川の本流であった江戸川にも泥流が流入して、多くの遺体が利根川の下流域と江戸川に打ち上げられた。吾妻川・利根川を流下した一連の大泥流のうち、一方は銚子に達して太平洋に流出（新暦8月6日頃）し、他方は江戸川を経て江戸湾に到達した。 
噴火が最も激しかった7月8日（8月5日）頃、浅間山の北側斜面には大規模な溶岩流が流れ下り、後に凝固した。これがいわゆる鬼押出し溶岩であり、今では観光名所となっている。噴火の際「火口で鬼が暴れて岩を押し出した」ように見えたことからこの名があるという。
また、噴火のピークの後は、各地に火山毛が降ったことが知られており、こうした火山毛の一つを鑑定したところ、火山硫黄毛であったことが分かっている。
| 旧暦                       | 新暦            | 噴火の状況 |
| -------------------------- | --------------- | --- |
| 四月九日                   | 5月9日          | 最初の噴火（噴火の開始、鳴動） |
| この間（一か月半）は休止   |                 | |
| 五月二六日                 | 6月25日         | 2度目の噴火（垂直な黒色の噴煙柱、音響と地響きを伴う鳴動、東南東・南東方向へ降灰） |
| 五月二七日                 | 6月26日         | 鳴動、諸国へ降灰 |
| この間（約三週間）は休止   |                 | |
| 六月十八日                 | 7月17日         | 火山雷、鳴動、北方向に降灰および軽石降下 |
| この間（数日間）は記録なし |                 | |
| 六月二二日から二七日       | 7月21日から26日 | 断続的に小規模な噴火（鳴動、降灰） |
| 六月二八日                 | 7月27日         | 午後から噴火（厚い噴煙、南西方向の遠方で鳴動、北東方向の遠方にも降灰） |
| 六月二九日                 | 7月28日         | 午後に噴火（200km以遠の地点を含め、広範囲かつ多数の地点で鳴動、北東・東南東で降灰）、江戸で降灰・戸障子振動 |
| 七月一日                   | 7月29日         | 午後2時以降に噴火、3時から4時頃に激しくなり、日暮れ時（7時頃）に止む（約5時間ほどの噴火の間に強度の噴火パルス、鳴動、440km離れた東北の陸中国でも降灰） |
| 七月二日                   | 7月30日         | 正午頃から噴火、2時から3時頃に激しくなり、日暮れ頃に止む（東・東南東方向で降灰、午後遅くから深夜にかけて北方と東方で降灰） |
| 七月三日                   | 7月31日         | 午前2時頃に大鳴動、4時間以上弱い噴火が続く（北東と南東で降灰） |
| この間（一日前後）は静穏   |                 | |
| 七月五日                   | 8月2日          | プリニー式噴火が始まる。午後に継続的な噴火が数時間続く。夜から未明にかけて、四月（5月）以来、最も激しい噴火が連続的に起こる。火山雷・噴石のため、前掛山は火の海と化す。東南東方向に夜通し激しい降灰、江戸でも降灰。名古屋など、多くの地点で鳴動。 |
| 七月六日                   | 8月3日          | 朝から降灰が続く。午後から翌朝にかけて、強度には変動がみられるも連続的な噴火。東南東方向で激しい火砕物降下。牙山にも噴石落下。午後5時頃、上野国で赤い灰が降る。銚子でも降灰。金沢、名古屋で鳴動が盛衰。 |
| 七月七日                   | 8月4日          | 前日から続く噴火は正午前から激しくなり、東方で大雨のような激しい降灰、東南東は暗闇に包まれる。200km圏内で鳴動。午後4時頃、北東の山腹斜面に吾妻火砕流が流出、東南東方向では噴煙が途切れ、一時的に晴れ間が見える。夜から翌朝にかけ、10時間前後の連続的な噴火、噴火の最盛期を迎える（東方へたなびく噴煙と火山雷、火柱や「火の玉」を含む火砕物降下、特に東南東で最も激しい火砕物降下、夕立や雨霰のように降ると形容。200km以上離れた数地点で空が赤く見える。関西では地震のような鳴動）夜間に鬼押出溶岩が山頂火口から流出開始か。 |
| 七月八日                   | 8月5日          | 東へたなびく厚い噴煙の影響で、南麓では西から夜が明ける。東南東方向では降灰が続く。午前10時頃、大爆発とともに鎌原火砕流および岩屑なだれが発生。一部は北麓の鎌原村を埋没させ、一部は柳井沼や地下水を取り込みながら吾妻川に突入し、天明泥流となり、流れ下って利根川に合流、同水系の流域の広範囲に被害を与えた後、翌日の晩には銚子に到達し、太平洋に流出。正午には地震が止む。昼頃と夕方、東から東南東方向では、泥や泥雨が降る。                                                                                                |
| 八月（9月）頃まで活動続く  |                 | |

以下の地図は、吾妻火砕流や鎌原火砕流・岩屑なだれ、鬼押出溶岩流、天明泥流などの分布を示したものである。

凡例
- 鬼押出溶岩流
- 吾妻火砕流
- 鎌原火砕流・岩屑なだれ
- 天明泥流 (土砂堆積)
- 天明泥流 (泥水)

## 記録
この噴火の記録は極めて多数の資料や文献に残されている。地元の無量院住職手記といわれる『浅間大変覚書』のほか、天明雑変記、信濃国浅間岳之記、天明浅間山焼見聞覚書、浅間山津波実記、浅間山大焼無二物語、浅間山大変日記など、膨大な記録がある。このほか、杉田玄白による「後見草」にも噴火災害の様子が記されている。
当時の記録によれば、まるで天地が崩れるような恐ろしい災害であったらしく、地震のような激しい鳴動が起き、灰や石、泥などが雨のように降り、人々は生きた心地もしなかったという。山からは熱湯が噴き出して泥火石などが高さ約300m(百丈余)噴出したばかりか、大規模なだれが神社仏閣や民家、草木などを全て押し流し、人馬もろとも流出、あたりは泥の海と化し多数の流死者が出たと伝わる。
噴火開始の記録
吾妻火砕流の記録
鎌原のなだれの記録
羽鳥一紅による『文月浅間記』
羽鳥一紅（はとり いっこう、1724年〜1795年）は、江戸時代中期の高崎の女流俳人である。天明の浅間山噴火時、山から45km離れた高崎にいた彼女は、自身の代表作である『文月浅間記 (ふみづきあさまき)』にて、噴火による惨状を詳細かつ生々しく記録した。それによると、ある日は霜が降るような降灰や山鳴りがあり、またある日には山が鳴動して炎が花火のように燃え上がり、雷や降砂が断続的に続くなどした結果、人々は降り積もる砂や灰にひたすら悩まされたと書かれている（羽鳥一紅『文月浅間記』）。

## 被害と復興

### 被害の概要
- 死者 1,624人（うち上野国一帯だけで1,400人以上）[101]
- 流失家屋 1,151戸[11]
- 焼失家屋 51戸[101]
- 倒壊家屋 130戸余り[101]

### 鎌原村の大被害

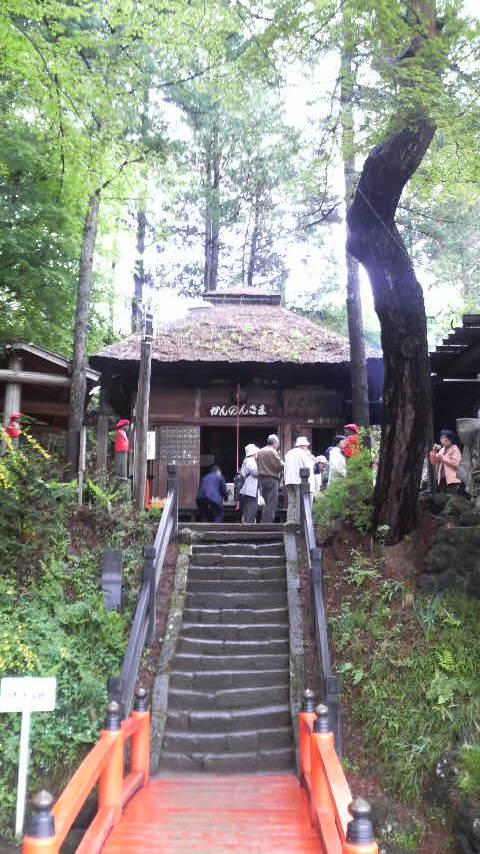
鎌原村の鎌原観音堂

被害が最も甚大だったのは、当時宿場町として栄えていた（浅間山北麓の）上野国吾妻郡鎌原村（現在の群馬県嬬恋村鎌原地区にあたる）であり、火砕流や土石雪崩等の直撃を受けて埋没し、村の人口570人のうち83.7%にあたる477人が死亡した。この時の生存者93人は、高所の鎌原観音堂に避難していた住民らであった。これに加えて、93軒の家屋が破壊され、馬は200頭のうち170頭が死亡したとされる。村の耕地の95%以上が荒廃した。
鎌原村を直撃した鎌原火砕流は、天明大噴火で発生した火砕流のうち最大の規模・破壊力を持つものであった。その流下量は約1億m3であったと推定されている。
埋没した鎌原村は後に、イタリアのヴェスヴィオ山噴火遺跡になぞらえて日本のポンペイとも呼ばれるようになった。1979年から行われたこの地域の考古学的発掘調査によって、鎌原観音堂の埋没した石段の最下部からは2体の女性の白骨遺体が発見された。災害発生時、この2人の女性のうち1人がもう1人を背負って避難しようとしていたが、間に合わずに土石流に巻き込まれて死亡したことがわかった。
噴火直後に東叡山寛永寺から善光寺に入山したばかりの等順が鎌原村へ赴き、念仏供養を30日間施行、食糧等を物資調達、被災者一人に白米5合と銭50文を3000人に施す救済活動を行った。
なお、長らく溶岩流や火砕流が土砂移動の原因と考えられてきたが、「高温の熱泥流」ではなく「低温の乾燥粉体流」が災害の主要因であった可能性が高いことが、近年の調査によってわかった。鎌原村の地質調査の結果、天明3年の噴出物は全体の5%ほどしかないことが判明。また、1979年から嬬恋村によって行われた発掘調査では、3軒の民家を確認できたが、出土品に焦げたり燃えたりしたものが極めて少ないことから、常温の土石が主成分であることがわかっている。このため早川由紀夫らは「鎌原村を襲ったのは高温の火砕流ではなく低温の土砂の流れであった」としている。また、一部は溶岩が火口付近に堆積し溶結し再流動して流下した火砕成溶岩の一部であると考えられている。
今や鎌原村は日本の貴重な災害遺跡の1つであるため、鎌原遺跡として将来的な国史跡への指定が目指されている。

### その他の地域の被害
軽井沢

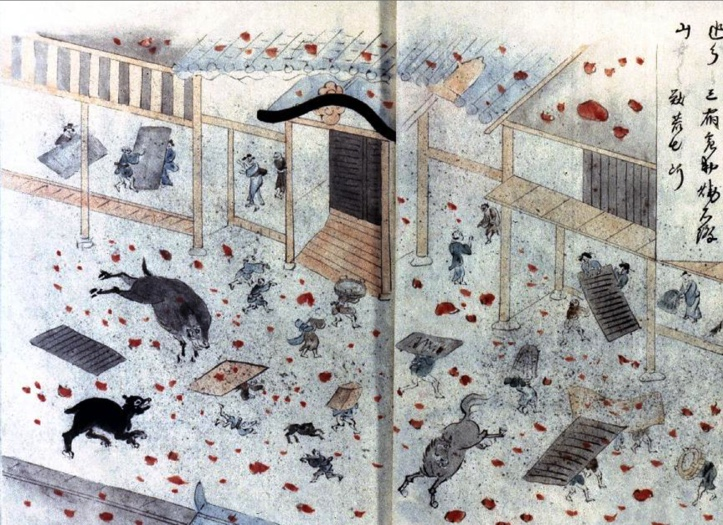
軽井沢宿において、降り注ぐ火山噴出物から逃げまどう人々 (浅間山焼昇之記)

報告書によると、信濃国軽井沢宿は以下のような様子であったという（当時の記録に基づく）。
江戸
遠く離れた江戸でも噴火の影響は大きく、約3cm降灰し昼間でも灯りを要するほど暗くなったという。報告書によると以下のような記録がある。
武蔵国金町村(現東京都葛飾区金町)の名主によると「7月9日午後2時頃から江戸川の水が泥で濁り、根を付けたままで折れた木や、粉々になった家財道具・材木などが川一面に流れてきた。中に、損壊した人や牛馬の死骸もたくさん交じっていた。午後8時過ぎから流下物は次第に減っていった」とのことである (浅間山焼記録)。俳人の小林一茶も江戸で天明泥流を経験しており、その様子を『寛政三年紀行』に記している。
その他
現在の岩手県宮古市 (田老) でも降灰があったことや和歌山県田辺市でも鳴動があったことが、近年の調査でわかった。

### 復興
発災後、幕府はすぐに復旧事業を行なった。最大の被害を受けた鎌原村には850両（約1億円）の復興資金が幕府により支払われた。
近隣の有力百姓である大笹村黒岩長左衛門、干俣村干川小兵衛、大戸村加部安左衛門らが直ちに救援活動を行い、生存者を支えた。鎌原村の復興は、家族の再構成や家屋の再建、荒れ地の再開発・再配分などによって行われた。
幕府の復興対策責任者となり現地に派遣された根岸九郎左衛門の随筆『耳袋』には、以下のような記述がある (現代語訳)。
つまり鎌原村では、生存者同士（男女）が結婚して新たな家庭を築くなどの出来事があったということである。

## 二次被害と影響

### 泥流とその影響
前述の通り、噴火によって発生した大規模泥流は、吾妻川・利根川を流下したため、流域の村々を次々に飲み込んで洪水などによる大被害を与えた。堆積した火山灰は利根川本川に大量の土砂を流出させ、天明3年の水害や天明6年の水害などの二次災害被害を引き起こした。天明泥流の被害を受けた川原畑村（家屋21軒が流れ4人が死亡）では、天明3年分の年貢が前年の1⁄7以下にとどまる事態になったという。天明大噴火による泥流被害は、後の利根川の治水などにも大きな影響を与えた。長野原町小宿にあった常林寺の梵鐘は、噴火による土石流で押し流されたが、明治43年の大水害後、15km下流で見つかった。また、その龍頭は1983年に嬬恋村今井の川原で発見された。
天明泥流によって深刻な被害を受けた吾妻川・利根川流域には、各地に流死者を供養する碑などが見られる。2021年現在までに、群馬・埼玉・東京・千葉・長野の1都4県で140以上の供養碑や災害記念碑などが見つかっている。文化12（1815）年に建てられた鎌原観音堂の「三十三回忌供養塔」には、
とあり、鎌原村で流死した477人の戒名が刻まれている。

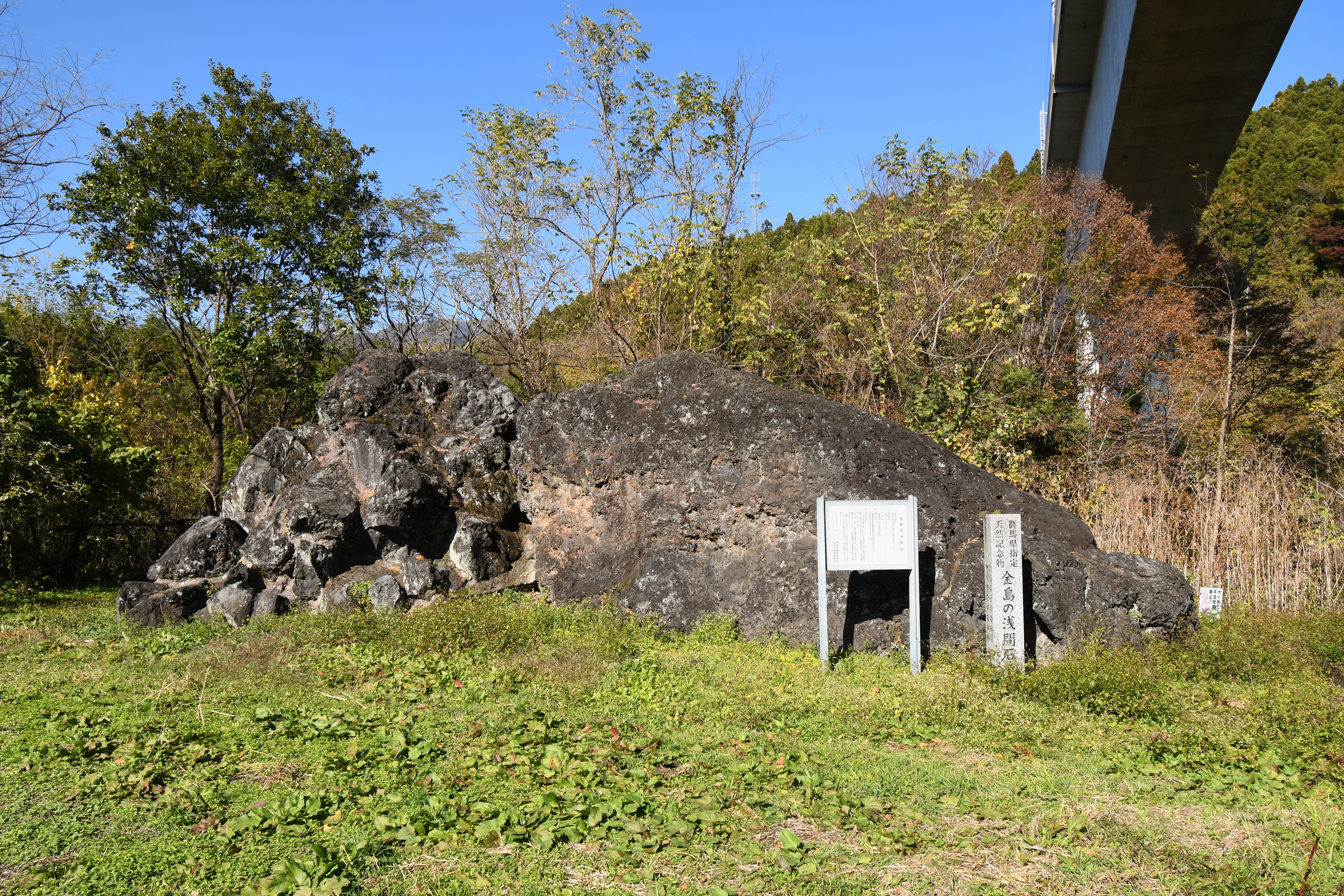
吾妻川沿いの流れ石 (渋川市川島)
群馬県指定天然記念物「金島の浅間石」

また、天明泥流は、巨大な岩塊を100km以上移動させるほどであったといわれ、現在も吾妻川・利根川流域には、泥流により流された浅間石と呼ばれる大岩が各所に存在する。渋川市川島にある「金島の浅間石」（大きさは東西15m・南北9.5m・高さ4m）もその1つで、群馬県指定天然記念物となっている。

### 天明の飢饉との関連
浅間山の天明大噴火は、天明の大飢饉の原因の1つにもなったと広く認識されている。各地に大量の火山灰を降らせて激しい凶作をもたらしたため、既に各地で進行していた大飢饉に拍車をかけて、結果的に天明の大飢饉をより深刻なものとした。
一方で同じ年には、東北地方北部にある岩木山が噴火（4月13日・天明3年3月12日）するばかりか、アイスランドのラキ火山の巨大噴火（6月8日）やグリムスヴォトン火山の長期噴火等も起き、桁違いに大きい膨大な量の火山ガスは成層圏まで上昇。噴火に因る塵は地球の北半分を覆い、地上に達する日射量を減少させたことから、北半球に低温化・冷害をもたらしている（#他国への影響も参照）。
いずれにせよ、既に深刻になっていた飢饉に対して、1783年に世界各地で相次いだ火山噴火（浅間山を含む）が拍車をかけて、結果的に事態をより悪化させたのはほぼ確実であると言えよう。

### 天明上信騒動と政治的な影響

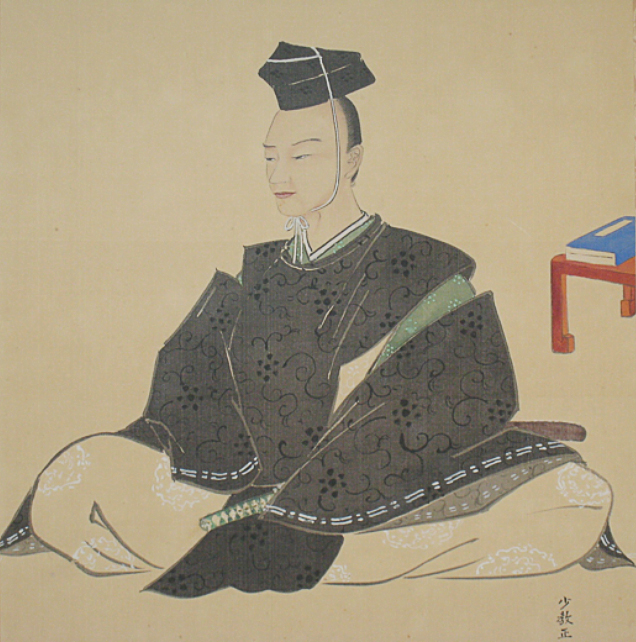
田沼意次

噴火災害により作物がほぼ全滅して深刻な食糧不足が起きたため、上野国・信濃国では百姓一揆や打ちこわしが発生した。これを天明上信騒動という。米価が高騰し、米屋の買占めなどがあり、中山道の馬子・人夫・駕籠かきらが米屋を襲撃した。
1783年当時は、老中田沼意次が幕府の実権を握っていた田沼時代であったが、大噴火が一因となった大飢饉とそれに伴う百姓一揆などの結果として、田沼意次を失脚に追い込んだものと考えられている。

### 他国への影響
浅間山の火山噴出物は、地球を半周して世界中に間接的な影響を与えた。北半球の気温は年間1.3度も低下。ヨーロッパでも低温などの異常気象が起きて凶作などにつながり、結果としてフランス革命の発生につながったといわれる。グリーンランドの氷河からも、1783年の浅間山の火山灰が確認されている。

### 文化的な影響
浅間山の天明大噴火は、様々な文化的活動にも影響を与えた。噴火により、米相場が非常に高騰し江戸でも灰が降ったという事実は、以下のような化政文化の狂歌においても言及されている。
鎌原地区に入り、被災者救済に尽力した善光寺の等順が被災者に配った「融通念仏血脈譜」は、落語『お血脈』の題材となり、浅間山大噴火三回忌の天明5年（1785年）に回向柱を立てて行った御回向が、今日の回向柱を立てて善光寺本堂で実施する「善光寺御開帳」の始まりとなった。
明治初年、鎌原地区では災害の死者を弔うため、七五調の和讃『浅間山噴火大和讃』が作られた。また、大噴火を記録した絵図は、オランダ商館長のイサーク・ティチングによって『将軍列伝』(1820) の挿絵としてヨーロッパにも紹介された。このほか、群馬県の郷土かるたである上毛かるたには、天明大噴火を起こした浅間山を詠んだ「浅間のいたずら 鬼の押出し」という札がある。